# Shinya Kojika
Shinya Kojika  (小鹿 信也, Kojika Shinya) (né le 28 avril 1942 à Hakodate), est un catcheur japonais plus connu sous le nom de Great Kojika (グレート小鹿, Gurēto Kojika). Il est le cofondateur de la fédération Big Japan Pro Wrestling. Kojika est le plus vieux catcheur encore actif et celui qui a la plus longue carrière, débutant en 1963.

## Palmarès
- All Japan Pro Wrestling
  - 4 fois champion par équipe d'Asie : 3 fois avec Motoshi Okuma et 1 fois avec Gantetsu Matsuoka
- Big Japan Pro Wrestling
  - 1 fois Yokohama Shopping Street 6-Man Tag Team Champion avec Masato Inaba et Kankuro Hoshino
- DDT Pro-Wrestling
  - 1 fois DDT Jiyugaoka Six-Person Tag Team Champion avec Mr #6 and Riho
  - 1 fois DDT Jiyugaoka Six-Person Tag Team Champion avec Mr #6 and Riho
  - 1 fois DDT Jiyugaoka Six-Person Tag Team Champion avec Mr #6 and Riho
- National Wrestling Alliance
  - 1 fois NWA Western States Heavyweight Championship
- NWA Hollywood Wrestling
  - 1 fois NWA Americas Heavyweight Champion
  - 2 fois NWA Americas Tag Team Champion avec Don Carson (1) et John Tolos (1)